# Krajnai méh
A krajnai méh (Apis mellifera carnica) a házi méh egy fajtája. Őshazája Szlovénia, de elterjedt Magyarországon, Romániában, Dél-Ausztriában, Horvátországban, Bosznia és Hercegovinában, és Bulgáriában. A magyar méhállomány (mintegy 800 ezer család) túlnyomó része krajnai fajtájú. A világon a második legjobban elterjedt méhfajta; megtalálható Oroszországban, Norvégiában és Kanadában is. Neve a Krajnai Alpok elnevezésből származik. A balkáni fajcsoport legészakabbi képviselője.
A második világháború után a német nyelvterületen is elterjesztették, emiatt visszaszorult az ott őshonos északi méh. Ennek oka a nagyobb népesség és a bővebb hordás volt. Hans Peschetz méhtenyésztő szerint tervszerű tenyésztése 1929-ben kezdődött. 2014-ben mindössze 20 méhtenyésztő működött Karintiában a Méhtenyésztők Országos Egyesülete szerint. Az osztrák Karintia, Bécs, Alsó-Ausztria, Stájerország területén csak krajnai méh tartható és tenyészthető. A törvény megszegőit megbüntetik.

## Tájfajtái

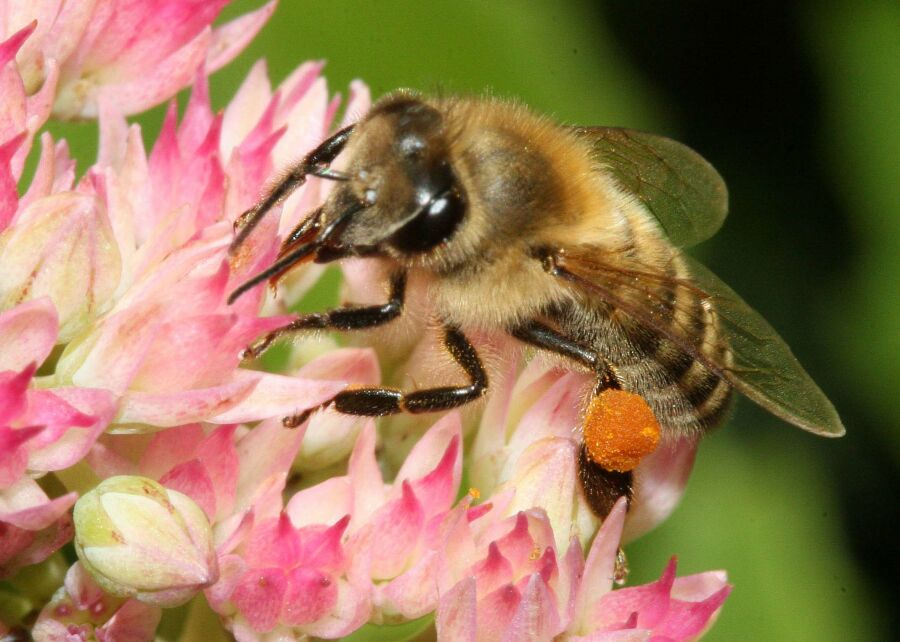
Virágport gyűjtő krajnai méh egy Hylotelephium virágzaton

- Hegyi méh. Krajnában, Ausztriában erősen védik fajtatisztaságát.
- Alföldi méh. Magyarországon ez terjedt el; pannon méhnek is nevezik. Ma Magyarországon csak ez a fajta tenyészhető, bár más fajták tartása is engedélyezett. A külkereskedelem engedélyköteles; csak az a méhész kaphat engedélyt, akinek van regisztrációs száma. A határon túlról jönnek más fajtájú méhrajok is.
- Bánsági méh. A krajnai méh és az olasz méh keveredéséből jött létre. Színezete nem állandósult; egyes példányok inkább olasz méhnek néznek ki. A Délvidékről származik, központja az egykori Torontál, Temes és Krassó-Szörény megye.

## Megjelenése

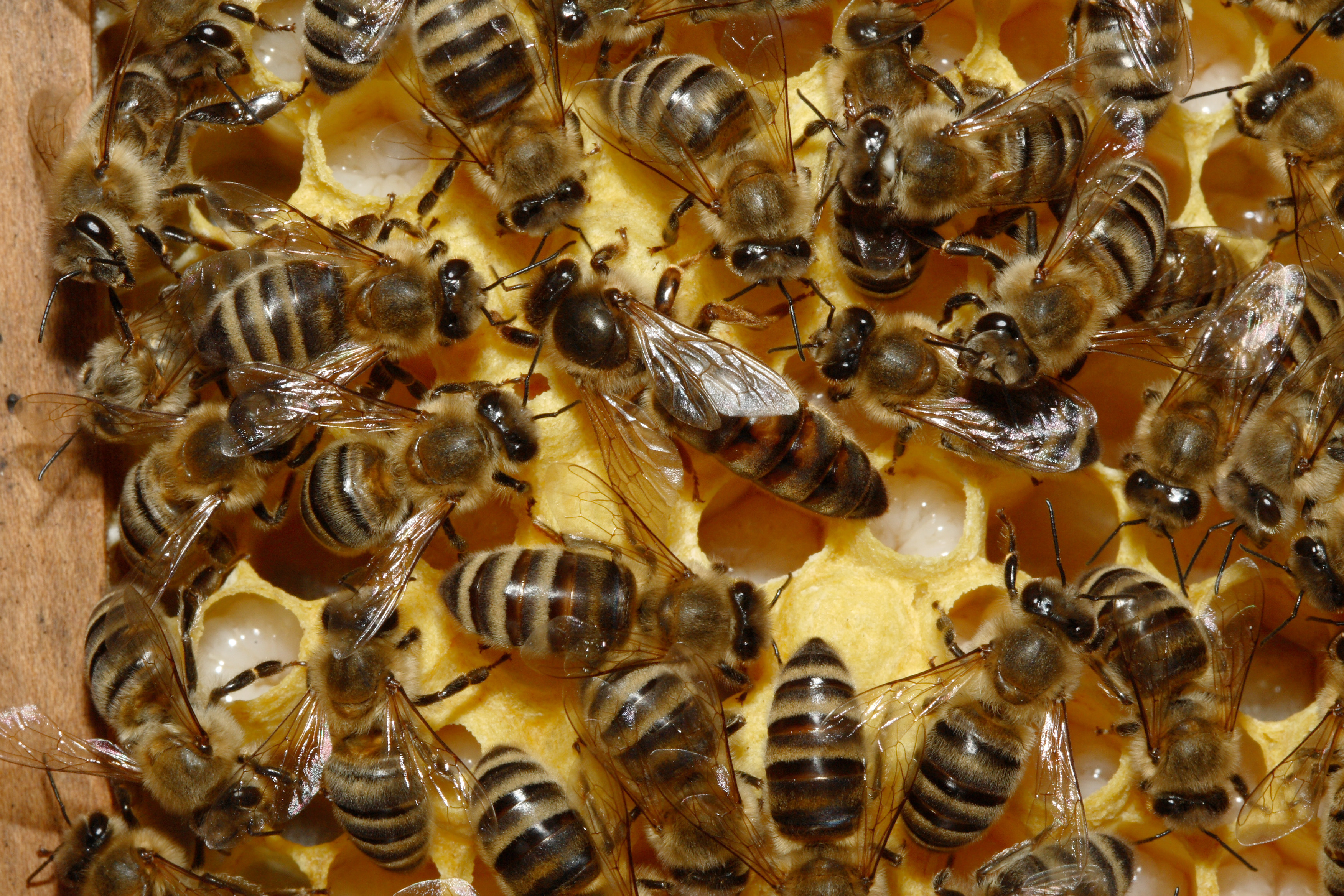
Krajnai méhek anyjukkal

Sötét páncélú, szürke, a toron barna szőrű. Szőre rövid. A dolgozók szőröve széles, barna, vagy szürke színű. Az anya színezete lányaiéhoz hasonló, festés nélkül nehéz megkülönböztetni a dolgozóktól; a herék szürkésbarnák. 2-3 potrohgyűrűjén megjelenhet a sárga szín. Mintázatában jellemzők a világosbarna gyűrűk. Közepes termetű, karcsú; akkora, mint az olasz vagy az északi méh. Szipókájának hossza legalább 6,5 mm. Végtagjai hosszúak, kubitális indexe 2,0–5,0, ami magasnak számít. Viasztükrének hátsó határa íves.

## Tulajdonságai
- Szelíd.

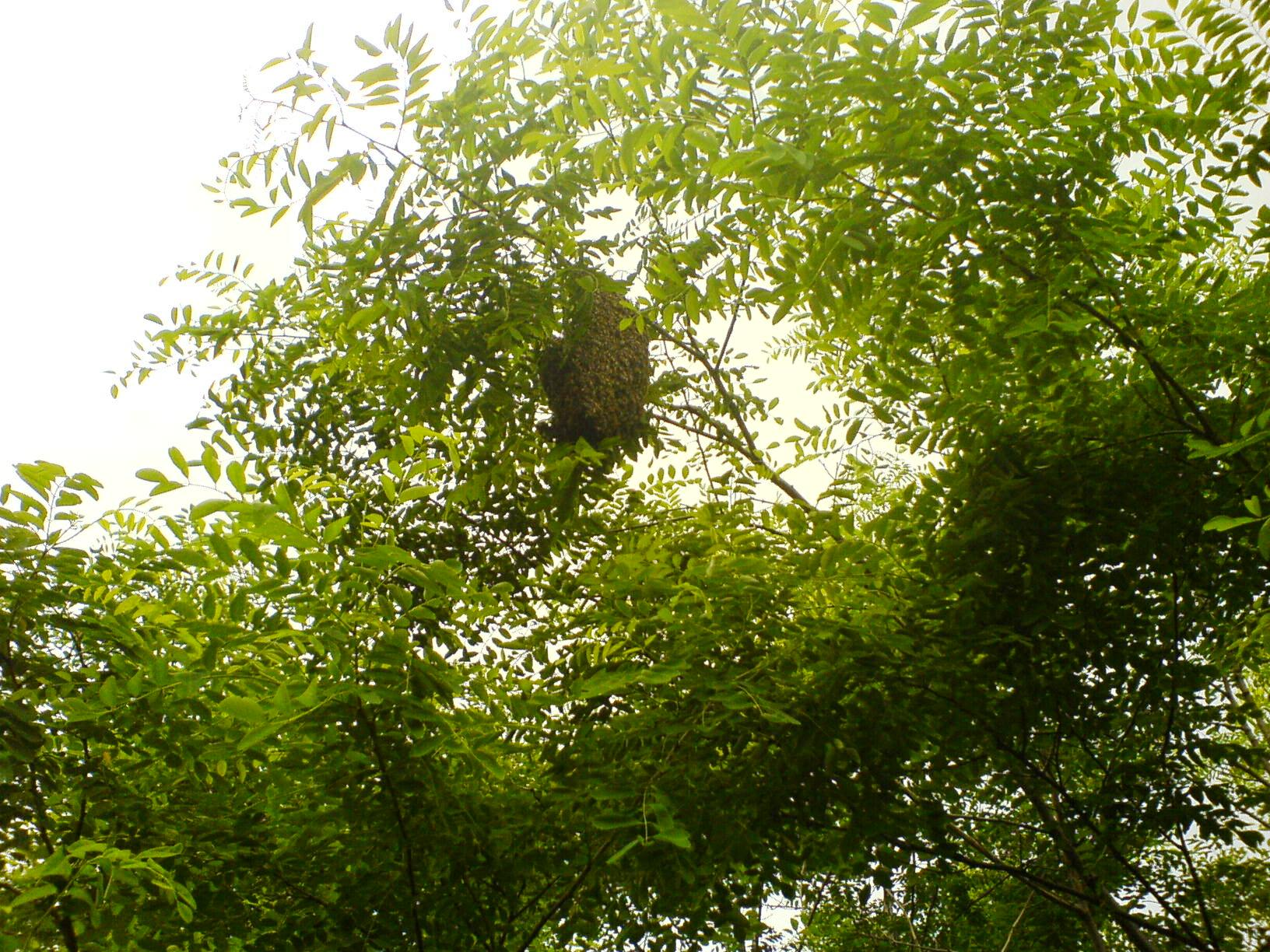
Rajzóhajlama közepes. Krajnai méhek raja fehér akácon

- Sűrűn lakott területen is tartható.
- Nem fut le a kaptárból kivett keretről.
- Tájékozódása kiváló, emiatt ritka az eltájolás, és rablóhajlama gyenge.
- Jól telel. Alkalmazkodott a kontinentális éghajlat hideg teleihez és meleg nyaraihoz.
- A nedves óceáni éghajlat nem neki való, emiatt nem tudott elterjedni Nagy-Britanniában, Franciaországban és Skandináviában.
- Kis néppel telel.
- Szapora, családmérete 15 ezer-65 ezer évszaktól függően.
- Képes alkalmazkodni a környezet gyors megváltozásához.
- Egészsége jó, több betegség is viszonylag ritka.
- Gyenge ragasztóhajlamú, keveset propoliszoz. Néha propolisz helyett is viaszt használ.
- Viasz- és méztermelése jó (magyar éghajlaton).
- Képes kihasználni korai nektár- és virágporforrásokat.
- A dolgozók 12%-kal tovább élnek, mint más fajtáknál.
- Rajzóhajlama közepes, európai viszonylatban erős.
- Ha az anya jelöletlen, akkor nehéz megtalálni.
- A fiasítás mérete erősen függ az elérhető virágpormennyiségtől.
- Messzebbre is elrepül, mint a legtöbb fajta.

## Fordítás
- Ez a szócikk részben vagy egészben  a   Carniolan honey bee című angol Wikipédia-szócikk fordításán alapul.  Az eredeti cikk szerkesztőit annak laptörténete sorolja fel. Ez a jelzés csupán a megfogalmazás eredetét és a szerzői jogokat jelzi, nem szolgál a cikkben szereplő információk forrásmegjelöléseként.
- Ez a szócikk részben vagy egészben  a   Kärntner Biene című német Wikipédia-szócikk fordításán alapul.  Az eredeti cikk szerkesztőit annak laptörténete sorolja fel. Ez a jelzés csupán a megfogalmazás eredetét és a szerzői jogokat jelzi, nem szolgál a cikkben szereplő információk forrásmegjelöléseként.